# Shelley Blond
Shelley Blond (née le 25 mars 1970) est une actrice anglaise.

## Carrière
Shelley Blond a été la première actrice de doublage de Lara Croft, prêtant sa voix au personnage dans le premier jeu. Le New York Times a affirmé que ses tons doux étaient « plus sexy que Kathleen Turner dans le rôle de Jessica Rabbit ». Elle a également prêté sa voix à plusieurs personnages du jeu vidéo Black & White.
Blond est apparu dans Cold Feet dans le rôle de Geraldine Hughes ; dans le rôle de Michelle, la petite amie de Jez, dans Peep Show ; et dans le téléfilm Cruise of the Gods dans le rôle de PA Romy ainsi que dans les comédies musicales Only The Lonely et Elvis.
Artiste voix off à succès, elle est la voix de Spooky Sister Amelia dans The Spooky Sisters de Disney Channel, de Cendrillon dans Blanche-Neige : La suite et d'Audrey Glamour dans le film Moomins on the Riviera de 2014.

## Filmographie

### Film
| Année | Titre                      | Rôle           |
| ----- | -------------------------- | -------------- |
| 2002  | Cruise of the Gods         | PA Romy        |
| 2007  | Blanche-Neige, la suite    | Cendrillon     |
| 2009  | Tranquility                | Thérapeute     |
| 2014  | Les Moomins sur la Riviera | Audrey Glamour |

### Télévision
| Année | Titre                                 | Rôle             |
| ----- | ------------------------------------- | ---------------- |
| 2000  | Cold Feet : Amours et petits bonheurs | Géraldine Hughes |
| 2001  | The Bill                              | Miriam Sadler    |
| 2004  | The Spooky Sisters                    | Amélie           |
| 2004  | Casualty                              | Jenny Lindsey    |
| 2005  | Peep Show                             | Michelle         |

### Jeux vidéo
| Année | Titre                            | Rôle                 |
| ----- | -------------------------------- | -------------------- |
| 1996  | Tomb Raider                      | Lara Croft           |
| 1998  | Tomb Raider: Unfinished Business | Lara Croft           |
| 2001  | Black and White                  | Voix supplémentaires |
| 2022  | Tomb Raider Reloaded             | Lara Croft           |
| 2023  | Cashville                        | Irène Adler          |
| 2024  | Tomb Raider I–III Remastered     | Lara Croft           |